# Wenceslau Breves
Wenceslau Breves (Piraí, 12 de setembro de 1892 – Rio de Janeiro, 15 de janeiro de 1964) foi um político brasileiro.

## Biografia
Nasceu em 12 de setembro de 1892, na fazenda de São Joaquim da Grama, em São João Marcos (atual município de Piraí). Filho de Joaquim José de Sousa Breves e Justina de Oliveira Belo de Sousa Breves, Wenceslau Breves tinha 10 irmãos.
Foi candidato a vaga de deputado estadual para a Assembleia Legislativa de Santa Catarina pelo Partido Republicano Catarinense (PRC), em razão da renúncia do deputado Manuel do Nascimento Passos Maia, eleito com 15.869 votos, participou da 14ª Legislatura (1928-1930).